# Рідна роздільна здатність
Рідна роздільна здатність рідкокристалічного дисплея (LCD), рідкого кристала на кремнії (LCoS) або іншого плоскопанельного дисплея відноситься до його єдиної фіксованої роздільної здатності. Оскільки РК-дисплей складається з фіксованого растру, він не може змінювати роздільну здатність відповідно до сигналу, що відображається, на відміну від монітора з електронно-променевою трубкою (CRT), який може автоматично налаштовувати роздільну здатність для оптимального відображення лише тоді, коли вхідний сигнал відповідає вихідній роздільній здатності екрана. Зображення, де кількість пікселів є такою ж, як у джерелі зображення, і де пікселі ідеально вирівняні з пікселями в джерелі, називається pixel perfect (ідеальний піксель).
Хоча ЕПТ-монітори зазвичай можуть відображати зображення з різною роздільною здатністю, РК-монітор повинен покладатися на інтерполяцію (масштабування зображення), що призводить до втрати якості зображення. РК-дисплей повинен збільшити менше зображення, щоб воно помістилося в область вихідної роздільної здатності. Це той самий принцип, що й зменшення зображення в програмі редагування зображень і його збільшення; менше зображення втрачає різкість, коли його розширюють. Це особливо проблематично, оскільки більшість роздільних здатностей мають співвідношення сторін 4:3 (640×480, 800×600, 1024×768, 1280×960, 1600×1200), але є дивні роздільності, які не є такими, зокрема 1280×1024. Якби користувач зіставив 1024×768 на екран 1280×1024, виникли б спотворення, а також деякі помилки зображення, оскільки відображення один до одного щодо пікселів не існує. Це призводить до помітної втрати якості, і зображення стає набагато менш чітким.
У теорії, певні роздільності можуть ефективно працювати, якщо вони цілком кратні меншим розмірам зображення. Наприклад, РК-дисплей 1600×1200 може добре відображати зображення 800×600, оскільки кожен піксель зображення може бути представлений блоком із чотирьох на більшому дисплеї без інтерполяції. Так як роздільність 800×600 є точним кратним масштабу роздільності 1600×1200, масштабування не має негативного впливу на якість зображення. Але на практиці більшість моніторів застосовують алгоритм згладжування для всіх менших роздільних здатностей, тому якість все одно страждає для цих «половини» режимів.
Більшість РК-моніторів можуть інформувати ПК про свою рідну роздільну здатність за допомогою даних розширеної ідентифікації дисплея (EDID); проте деякі РК-телевізори, особливо ті, що мають роздільну здатність 1366x768 пікселів, не мають власної роздільної здатності та надають лише набір менших роздільних здатностей, що в результаті призводить до ідеального відображення меншої кількості пікселів.
Деякі широкоформатні РК-монітори можуть відображати зображення з меншою роздільною здатністю без потреби у масштабуванні або розтягуванні, що забезпечує максимальну чіткість зображення, навіть якщо воно не заповнює весь екран. Зазвичай це помітно при детальному розгляді, оскільки по обидва боки від горизонту панелі можуть бути видимі чорні полоси.

## Дивитись також
- Відображення пікселів 1:1